# Crisi europea de l'habitatge
La crisi europea de l'habitatge és una de les principals causes de l'erosió gradual de la cohesió econòmica, social i territorial a Europa. L'accés a un habitatge assequible i digne és alhora una necessitat social i un dret social desafiat per les diferents crisis que ha sofert la Unió Europea. Els preus de l'habitatge i el lloguer augmenten quan l'oferta és limitada i la demanda és alta però ha moltes circumstàncies locals que influeixen en els nivells de preus, ja que la renda disponible i la normativa fiscal d'habitatge difereixen. Els nouvinguts al mercat de l'habitatge, els immigrants, les famílies joves i els joves en general, les persones grans i les famílies monoparentals es troben entre els més afectats pels reptes d'assequibilitat.
En 2022, el 69% de la població de la Unió Europea vivia en una llar de la seva propietat, mentre que el 31% restant vivia en un habitatge de lloguer. La proporció més alta de propietat era a Romania (el 95%), Eslovàquia (93%), Croàcia (91%) i Hongria (90%). Entre el 2010 i el 2022, els preus immobiliaris a la Unió Europea van augmentar un 47 % i en alguns països gairebé es van triplicar: Estònia va registrar-ne un augment del 192 %, mentre que només a Itàlia i Xipre van disminuir; la inflació en el mateix període va ser del 28 %.
La disponibilitat, accessibilitat i sostenibilitat d'un habitatge digne són preocupacions cada cop més importants per als ciutadans de la Unió Europea, especialment els més vulnerables. En molts casos, l'habitatge és la seva principal despesa de consum i una càrrega excessiva, en detriment d'altres necessitats bàsiques. L'increment de població immigrada i l'arribada massiva de turistes ha provocat una crisi de preus de l'habitatge i ha generalitzat la desviació de l'habitatge residencial a usos turístics i al lloguer de temporada per a evitar aplicar la contenció de rendes.

## Crisi de l'habitatge post-pandèmia
La pandèmia de COVID-19 va accelerar les tendències preexistents, com la desacceleració de la construcció de nous habitatges i l’augment del temps necessari per vendre un habitatge. A més, l’augment del teletreball va fer que moltes persones busquessin habitatges més grans i amb espais exteriors, sovint fora de les grans ciutats.
Els mercats borsaris van col·lapsar a principi de 2020, l'atur es va disparar en les principals economies i l'activitat econòmica es va reduir significativament. Davant d'aquest escenari, els Bancs Centrals van reaccionar baixant les taxes d'interès i duent a terme operacions en el mercat obert, buscant augmentar la liquiditat, i en 2021 a major part de les economies mundials van començar a patir un augment generalitzat i sostingut dels preus dels béns i serveis, un augment en la pobresa a nivell mundial i massives manifestacions en alguns països.
Aquestes dinàmiques van contribuir a una major pressió sobre el mercat de l’habitatge, especialment en zones amb una oferta limitada. La crisi també va anar acompanyada de polítiques públiques per fomentar l’oferta d’habitatges assequibles i la regulació del mercat de lloguer, amb l'establiment en alguns casos d'índexs de referència en alguns casos com Espanya i França.

## Ràtio d'estrès per l'habitatge

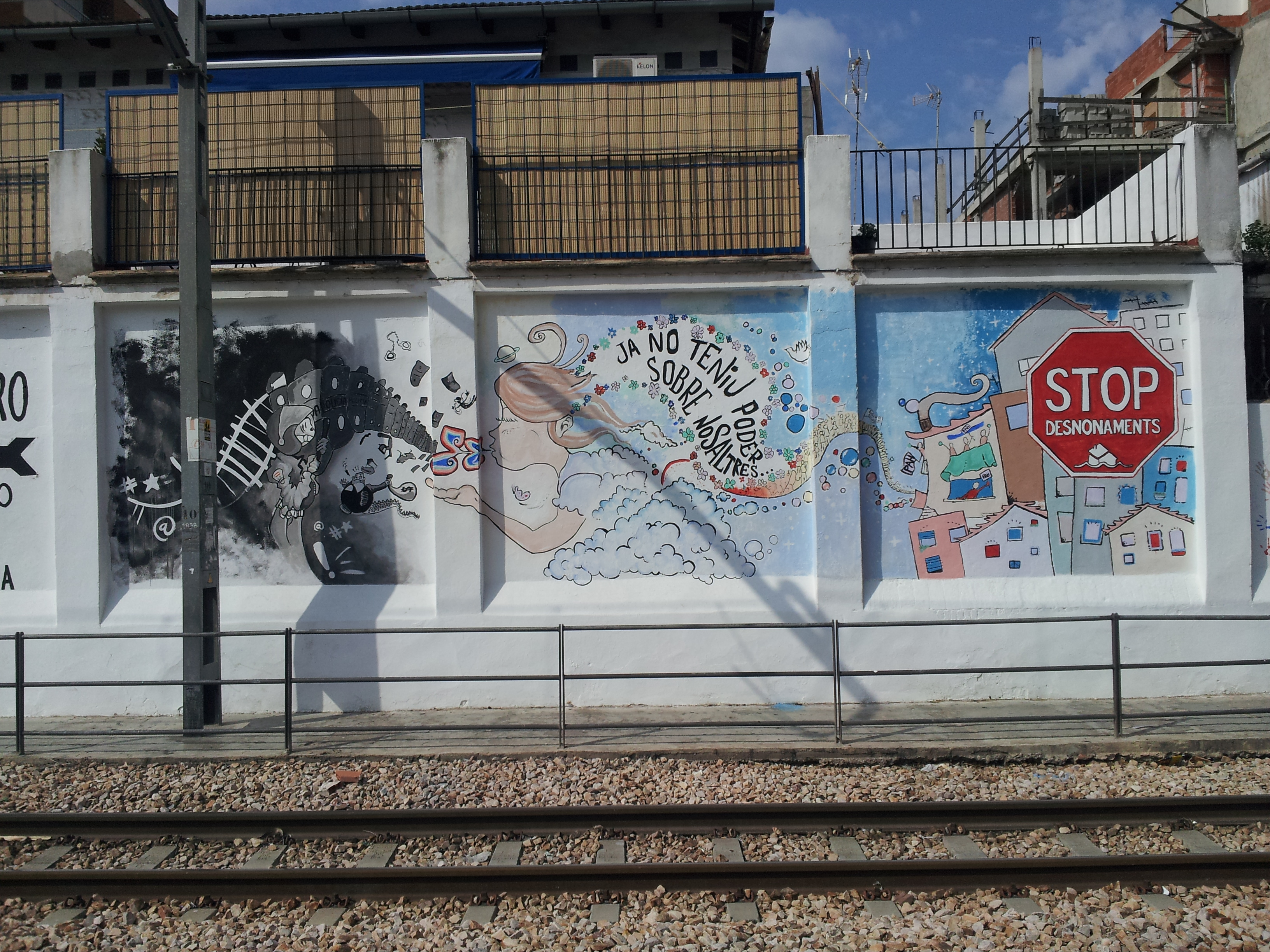
Mural contra els desnonaments a Burjassot (2014).

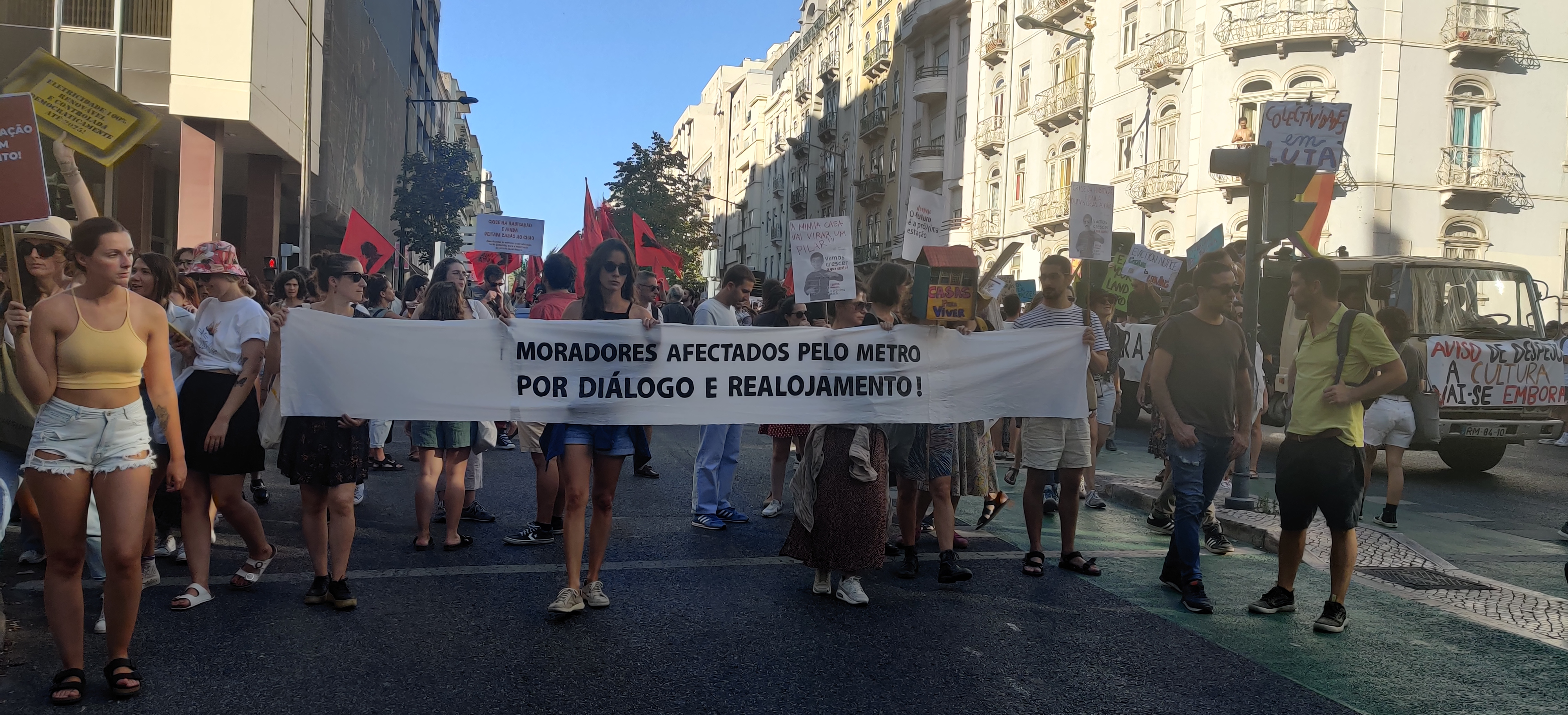
Manifestació a Lisboa pel dret a l'habitatge (2023).

El percentatge del cost de l'habitatge en relació amb els ingressos de les llars del 40% més baix de la distribució de la renda (ràtio d'estrès per l'habitatge), va ser de mitjana del 34% a Europa, superant el 40% a Estònia, Grècia, Islàndia, Itàlia, Luxemburg i el Regne Unit, i quedant per sota del 30% Xipre, Txèquia, Alemanya, Croàcia, Irlanda, Lituània, Letònia, Malta, Portugal, Romania, Eslovènia i Eslovàquia.

## Crisi de l'habitatge a Catalunya

### 2009-2013: Augment intens del parc de lloguer

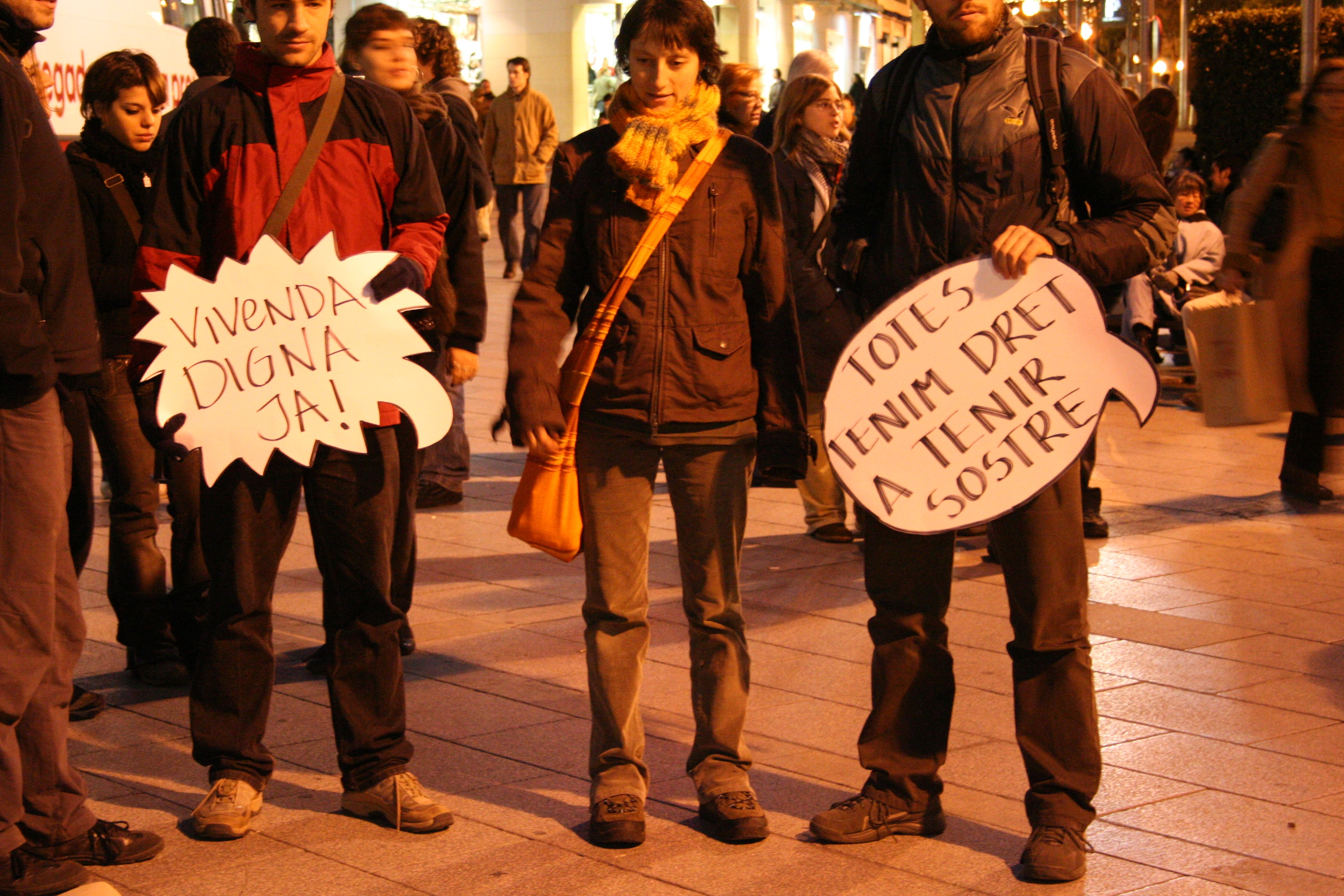
Manifestació per l'habitatge a Sabadell (2006).

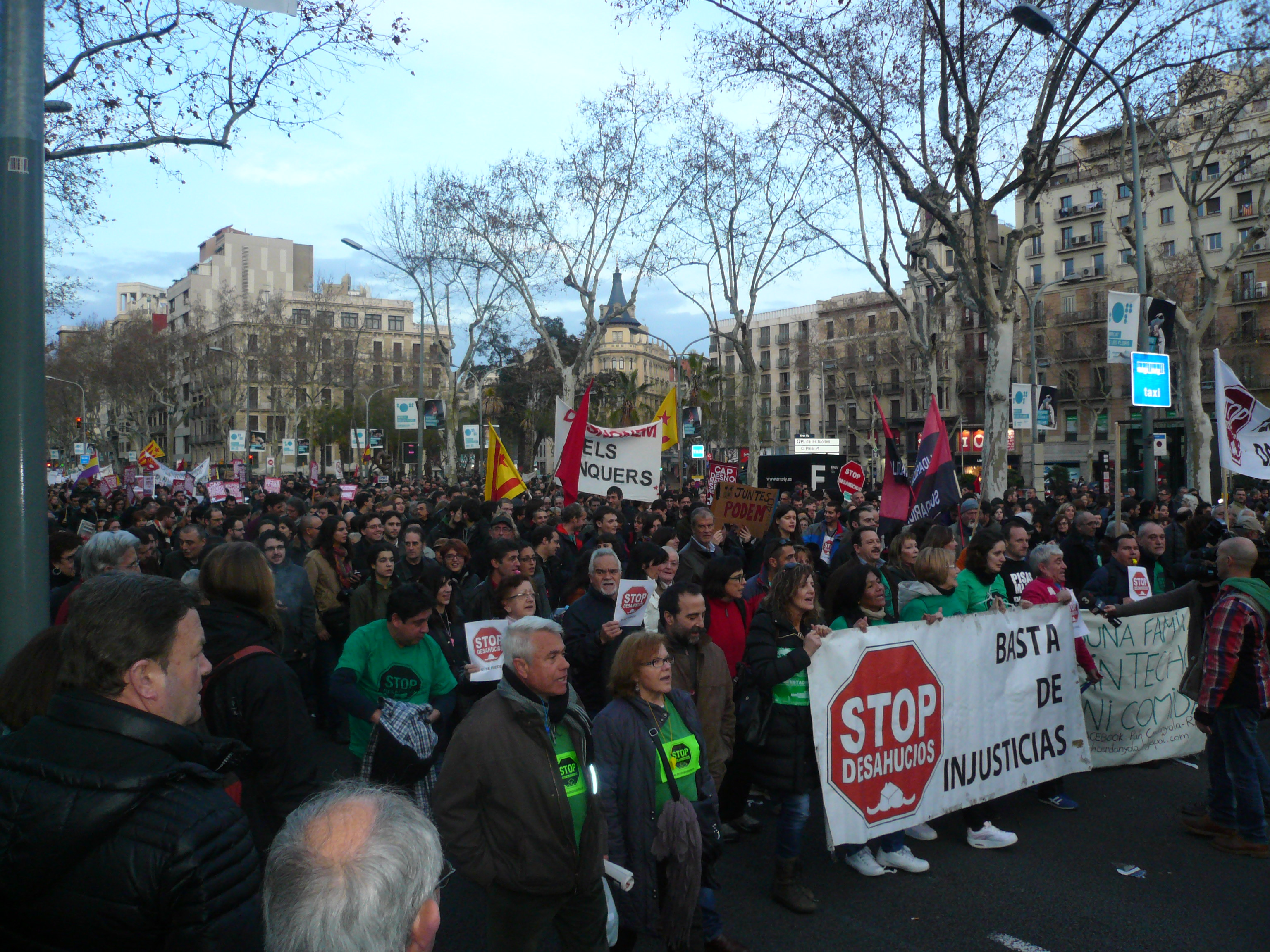
Manifestació a Barcelona de la Plataforma d'Afectats per la Hipoteca. (2013)

Espanya va seguir el camí del creixement econòmic quan el partit socialista va arribar al govern el 2004 rellevant el Partit Popular, mantenint un fort creixement del PIB durant el primer mandat del president José Luis Rodríguez Zapatero, tot i això l'enorme dèficit comercial d'Espanya (que va arribar al 10% del PIB l'estiu de 2008), la pèrdua de competitivitat enfront dels seus principals socis comercials i una taxa d'inflació més alta que la europea, va causar l'augment de preus de l'habitatge del 150% des de 1998, i un creixent endeutament de les famílies (115%) principalment relacionats amb el boom immobiliari i l'alça en els preus del petroli, provocà la caiguda en la crisi financera espanyola que va començar en 2009. Per amortir els efectes de la crisi hipotecària de 2007, el govern tripartit de José Montilla va anunciar en 2007 la construcció durant la legislatura de 50.000 habitatges protegits, 25.000 de compra i 25.000 de lloguer i ajuts a la rehabilitació de 100.000 pisos, però només es van iniciar 36.000 pisos. El 22 de febrer del 2009 es va crear la Plataforma d'Afectats per la Hipoteca (PAH) a Barcelona i progressivament es va anar estenent per Catalunya i la resta de l'estat espanyol.
El govern socialista va emprendre el 2011 una reforma de la constitució pactada amb el Partit Popular que exigia que el govern tindria un sostre de dèficit que no podria superar-se, i els governs espanyol i català van haver de fer front a la crisi aplicant severs retall de la despesa pública i mesures anunciades va ser l'eliminació del xec-bebè, la congelació de les pensions (excepte les pensions mínimes i no contributives) o la reducció de la despesa farmacèutica repartint els fàrmacs en unidosis segons la durada del tractament. Un dels problemes més greus derivat de la crisi fou el nombre de desnonats (unes 178.000 execucions hipotecàries durant el trienni 2007-2009, davant les 47.379 del trienni anterior).
En el primer trimestre de 2011 es van dur a terme 15.491 desnonaments a Espanya, i hi va haver grans canvis de llars propietàries a llogateres i traspàs cap al lloguer de parc construït per a la venda, augmentant notablement el parc disponible per al lloguer, amb creixements interanuals que tots els anys superen 6,4%, i amb dos pics del 8,9% i del 12,2%. Amb la punxada de la bombolla immobiliària, el lloguer es va convertir en alternativa a la propietat, canviant la tendència de les dècades anteriors.
La crisi finalment va provocar la caiguda del govern, que va convocar eleccions anticipades en 2011 que guanyà el Partit Popular de Mariano Rajoy Brey amb majories absolutes al congrés i al senat. L'economia espanyola va haver de ser rescatada en 2012 amb 100.000 milions d'euros dels fons de la zona euro. i la Troika (Comissió Europea, Banc Central Europeu i Fons Monetari Internacional) va establir un programa de recuperació econòmica. Espanya va negociar el suport financer d'un paquet de "Línia de crèdit condicionada amb precaució" (PCCL).
El govern de l'estat aprova la Ley 4/2013, de 4 de junio, de medidas de flexibilización y fomento del mercado del alquiler de viviendas per flexibilizar i dinamitzar el mercat de lloguer, donat la desproporció entre arrendament i propietat respecte la mitja europea, i entre altres mesures estableix la reducció de la durada mínima dels contractes a 3 anys. i es va modificar la fiscalitat de les SOCIMIs creant l'escenari ideal per la compra per fons d'inversió dels actius que el sistema bancari no podia traslladar al mercat.

### 2013-2020: Efectes de la Ley 4/2013 i la pandèmia de COVID-19

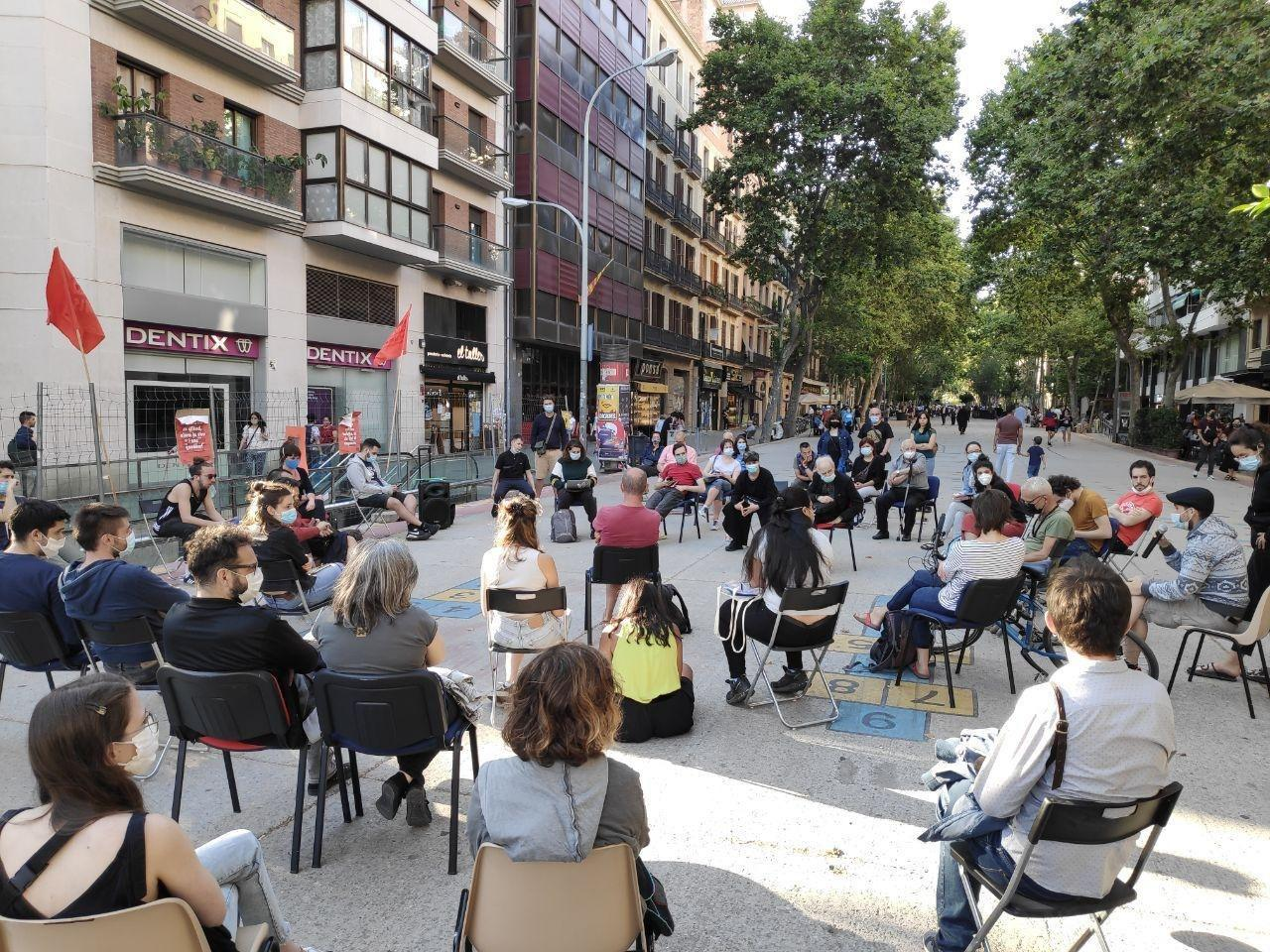
Assemblea del Sindicat de Llogateres a Barcelona (2020).

En 2013 els lloguers a Barcelona van començar a incrementar la renda entre 2013 i 2014 i en dos anys es van traslladar a tota l'àrea metropolitana de Barcelona en dos anys, i finalment a tota Catalunya.
En la campanya electoral de les eleccions municipals de 2015 Ada Colau, que es convertiria en alcaldessa, va prometre destinar 8.000 nous habitatge social (4.000 habitatges nous i 4.000 pisos buits recuperats), en canvi durant el seu mandat a la ciutat únicament es van construir 1.442 habitatges de protecció social.
A la tardor de 2016 representants de diverses organitzacions de l'òrbita de Catalunya en Comú van començar a reunir-se a Barcelona fins a conformar el Sindicat de Llogateres per fer front a l'increment dels preus dels contractes d'arrendament d'habitatges i a l'especulació immobiliària.
Entre 2017 i 2020 es mantenen els ritmes de creixement econòmic, continua l'augment del parc de lloguer, més moderat que en els anys anteriors, i a la vegada s'accelera l'increment dels preus. En 2017 es comencen a notar els efectes de la Ley 4/2013 amb l'augment en la rotació dels contractes, que arriba al 25,5% en 2018, i l'increment de la inestabilitat residencial de les llars. El 2019, per efecte de la pandèmia de COVID-19 els preus de lloguer i el nombre de contractes van començar a caure significativament a Catalunya.
El govern de l'estat en 2019 va legislar el Reial decret llei 7/2019, d'1 de març, de medidas urgentes en materia de vivienda y alquiler, pel qual la durada mínima del contracte va deixar de ser de tres anys i va augmentar fins als cinc o set anys, segons el tipus de propietari. El govern de Catalunya va legislar el Decret-llei 9/2019, del 21 de maig, de mesures urgents en matèria de contenció de rendes en els contractes d'arrendament d'habitatge i de modificació del llibre cinquè del Codi civil de Catalunya en l'àmbit de la penyora, però fou tombat pel Parlament el 26 de juny de 2019.

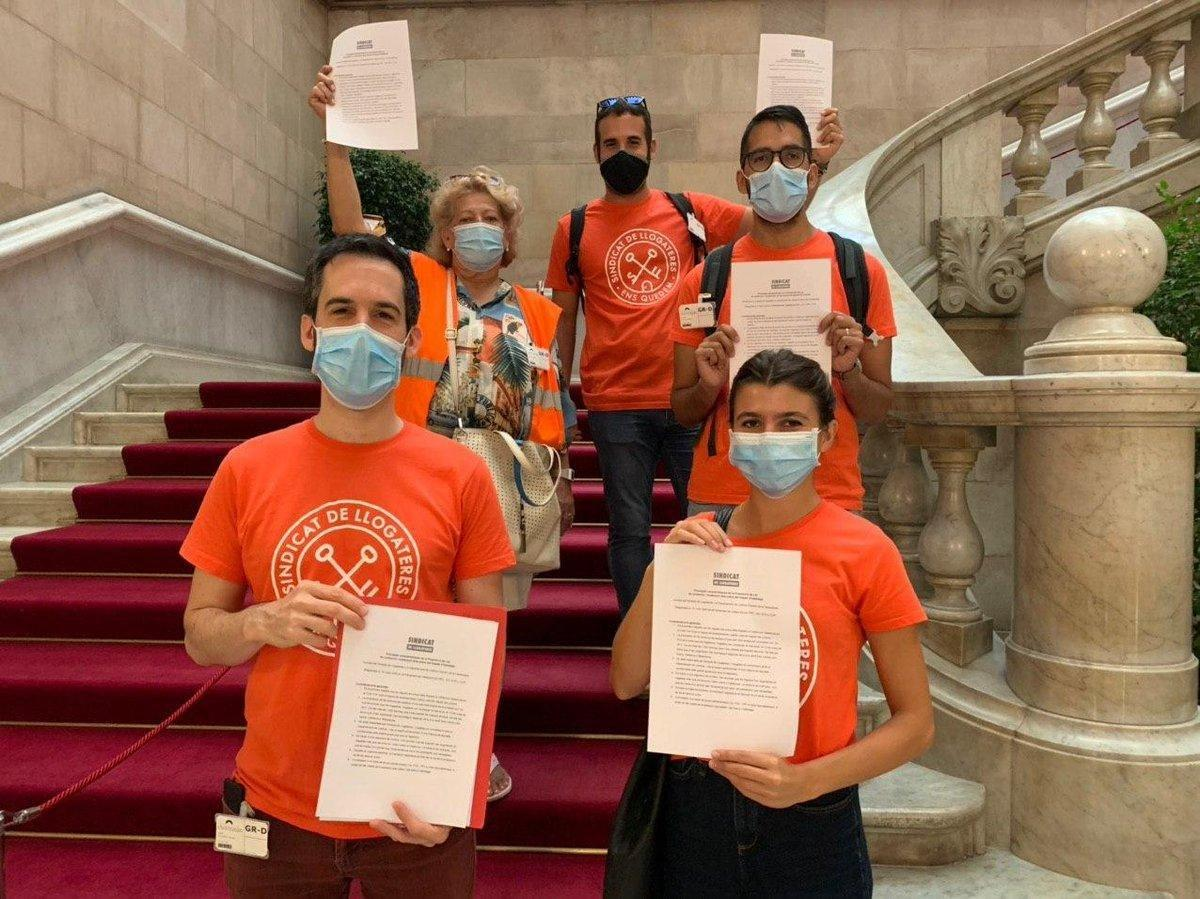
Presentació del projecte de llei del Sindicat de Llogateres (2020).

El govern de l'estat, per fer front als efectes de la pandèmia de COVID-19 va emetre en març de 2020 el Reial Decret-ley 11/2020 que suposava la suspensió dels procediments de desnonament i de llançament per a llars vulnerables sense alternativa habitacional.
El Sindicat de Llogateres va presentar al Parlament de Catalunya el 15 de juliol de 2020 un projecte de llei per a regular els lloguers. La proposta va tenir el suport de Junts per Catalunya (Junts), Esquerra Republicana de Catalunya (ERC), Catalunya en Comú (Comuns), Podem, la Candidatura d'Unitat Popular, i Junts va presentar-hi vuit esmenes, i la llei va ser aprovada el 9 de setembre de 2020 després de la retirada de les esmenes de Junts per Catalunya, amb 71 vots a favor (Junts, ERC, Comuns i CUP) i 63 en contra (Ciutadans, Partit dels Socialistes de Catalunya - Units per Avançar (PSC), Partit Popular, PDeCAT i Demòcrates de Catalunya).

### 2021: Post-recessió econòmica de la pandèmia de COVID-19
En 2021, com a conseqüència de la dinamització que va causar la recuperació econòmica un cop passada la pandèmia de COVID-19, malgrat la contenció de rendes establerta en la Llei 11/2020, es va enregistrar l'increment més gran del nombre de nous contractes, amb 167.842 contractes a Catalunya, dels quals 57.158 a Barcelona, recuperant les xifres d'abans de la pandèmia, mentre els preus del lloguer havien baixat un 5,5% als municipis regulats a Catalunya el segon trimestre de l'any, segons dades de l'Agència de l'Habitatge de Catalunya, enfront de la baixada més moderada allà on els preus no estaven regulats, d'un 2,7%. Un estudi de la Barcelona School of Economics va alertar que la baixada dels preus del lloguer es devia fonamentalment a la sortida del mercat dels pisos més cars, mentre que els pisos més barats havien pujat significativament de preu,
En gener de 2021 el Tribunal Constitucional d'Espanya va declarar inconstitucional la prohibició als grans tenidors d'executar un desnonament sense oferir una alternativa residencial, que el Parlament de Catalunya havia aprovat en 2019,
El novembre de 2021 l'alcaldessa de Barcelona Ada Colau va anunciar la construcció de 4.500 habitatges de lloguer  entre 400 i 750 euros a la ciutat a través del nou operador Habitatge Metròpolis Barcelona, però els anys 2021 i 2022 només es van construir 136 i 447 habitatges de protecció oficial respectivament.
En febrer de 2022 el Parlament de Catalunya va aprovar una nova Llei Catalana de l'Habitatge amb 110 vots a favor, 11 vots en contra i una abstenció. En març de 2022 el Tribunal Constitucional va declarar inconstitucional el límit de preu del lloguer per als contractes nous de la llei catalana de 2020, i en octubre de 2024 el tribunal constitucional va tombar la prohibició als grans tenidors d'executar un desnonament sense oferir una alternativa residencial que recollia la llei de 2022.
Els anys 2022 i 2023, ja en recuperació econòmica, es viu una elevada inflació i un continu increment del parc d’habitatges en lloguer, tot i això es va viure un descens del nombre de nous contractes degut a l'allargament legal de les durades mínimes dels contractes. El 17 de maig de 2023, el Congrés de Diputats va aprovar la Llei Estatal pel Dret a l'Habitatge, que va entrar en vigor el 15 de març de 2024, cosa que permet regular els preus del lloguer, establir un topall de preus a les zones de mercat residencial tensat i prohibir el cobrament d’honoraris, entre altres mesures.

### 2024: Cronificació de la crisi de l'habitatge
La Llei Estatal pel Dret a l'Habitatge de 2023 no va solucionar la inseguretat jurídica de propietaris i arrendataris i va traslladar l'oferta permanent al de lloguer temporada, exempt de les limitacions en les actualitzacions de la renda o les pròrrogues extraordinàries del contracte, una fórmula legal, però que va dificultar l'accés a l'habitatge de les persones i les famílies més desafavorides, i a partir de les modificacions legislatives, un cop passat l'efecte rebot de la pandèmia de coronavirus, la compravenda i l'oferta d'habitatges de lloguer a Catalunya van caure gradualment, passant els nous contractes de 167.842 en 2021 a 43.230 en 2022 i 34.503 en 2023, una tendència que continuava en 2024, dels quals 14.390 ho havien estat a Barcelona en 2022, baixant a 9.826 en 2023, mentre la població augmentava 140.140 persones en 2022 i 114.643 en 2023, una tendència que continuava en 2024, i la construcció de nous habitatges queia en picat, i l'enorme demanda comparada amb l'escassa oferta d'habitatges va induir que els propietaris poguessin elegir els candidats amb més garanties, creant un problema afegit per a les rendes baixes o incertes. En 2024 el nombre de municipis de més de 20.000 habitants que havien aplicat la modificació legislativa amb l'objectiu de congelar els preus dels lloguers vigents per als nous contractes i abaixar els que estan per sobre del preu de l'índex de referència quan es renovin va arribar a 140.
El 17 de maig de 2023, el Congrés de Diputats va aprovar la Llei Estatal pel Dret a l'Habitatge, que va entrar en vigor el 15 de març de 2024, cosa que permet regular els preus del lloguer, establir un topall de preus a les zones de mercat residencial tensat i prohibir el cobrament d’honoraris, entre altres mesures. El Sindicat de Llogateres, juntament amb altres de l'estat, va promoure el 26 de juny de 2024 un projecte de llei per reformar la Llei d'Arrendaments Urbans per regular els lloguers de temporada i lloguers d'habitacions, que fou presentada al Congrés dels Diputats i rebutjada per 172 vots a favor i 178 en contra.
Durant la campanya de les eleccions autonòmiques de 2023, el govern de l'Estat va anunciar la habilitació de 183.000 immobles per al lloguer assequible en tot l'estat.
El desembre de 2023 el govern de l'estat va prorrogar per un any més el Reial Decret-ley 11/2020 que suposava la suspensió dels procediments de desahuci i de llançament per a llars vulnerables sense alternativa habitacional.

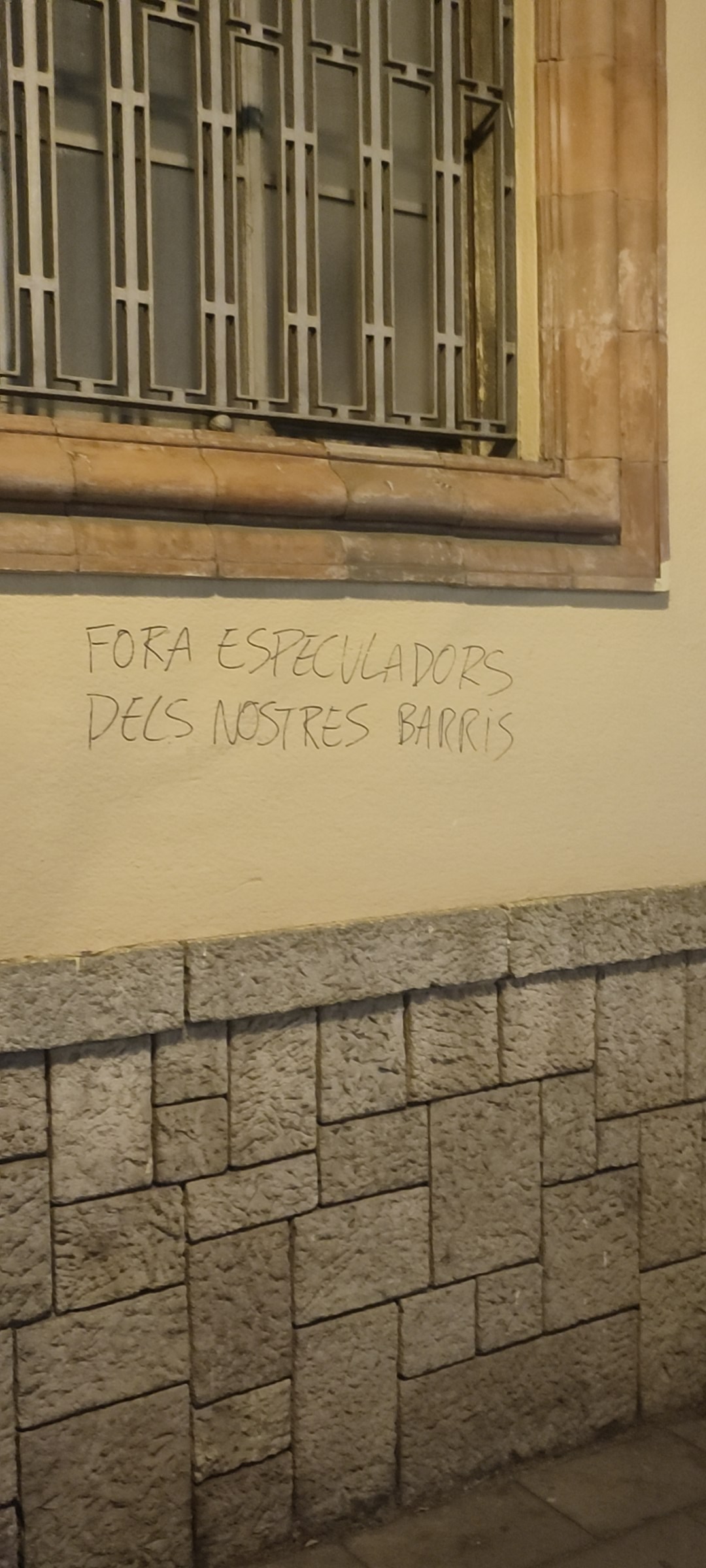
Grafiti contra l'especulació immobiliària a la Vila de Gràcia (2024)

El parc d'habitatges principals a Catalunya en 2021 era de 2.989.357 unitats, dels quals 2.066.591 en règim de propietat, 692.285 en règim de lloguer i la resta en altres règims de tinença, i la tinença en règim de lloguer és una tendència en continu creixement des de la crisi hipotecària de 2007. A Catalunya en 2022 hi havia 173.315 habitatges en règim de lloguer en mans de grans tenidors dels quals les empreses privades disposaven de 119.765 immobles, per 18.185 propietat de l'Administració pública, i 35.365 de particulars. El 35% dels pisos son de propietaris amb 1 o 2 immobles, una percentatge en decreixement, Les llars formades per persones d'origen estranger viuen majoritàriament de lloguer i només ho fa el 14% de la població espanyola.
En el mateix període que els ingressos mitjans de la població catalana s'havien incrementat un 57,7%, el preu mitjà de l'habitatge d'obra nova ho va fer un 171,9% i el de segona mà, un 122,9%. S'estima que la població més jove ha de destinar més del 100% del sou al lloguer si vol ell tot sol un lloguer o bé emprar el sou íntegre de quatre anys i mig per fer front a l'entrada d'un pis, i a continuació tres quartes parts del sou mensual a pagar la hipoteca.
El maig de 2024, Horitzó Socialista anuncià la creació del Sindicat d’Habitatge Socialista de Catalunya com una iniciativa per abordar la crisi de l'habitatge a Catalunya des d'una perspectiva socialista.
En els primers dos trimestres d'aplicació a Catalunya de Llei Estatal pel Dret a l'Habitatge, que va entrar en vigor el 15 de març de 2024 i regula els preus dels lloguers en els 140 municipis d'àrea declarada tensionada, el nombre de nous contractes va caure un 17,2% i la renda del lloguer va baixar un 3-5%. Segons un estudi de març de 2025 de l'associació de defensa de clients bancaris Asufin, les hipoteques per un primer habitatge representaven  el 14%, per a un segon habitatge el 19,1% i el 56%.
En octubre de 2024 el govern socialista de l'Estat únicament havia posat en càrrega 10.206 dels 183.000 habitatges assequibles que Pedro Sánchez Pérez-Castejón va anunciar en la vampanya electoral de les eleccions generals espanyoles de 2023. El President de la Generalitat de Catalunya Salvador Illa va anunciar en el debat de política general de 2024 una inversió de 8.300 milions d'euros per a la construcció de 50.000 habitatges públics fins al 2030.
En abril de 2025 el Parlament de Catalunya va aprovar un decret regulant el lloguer de temporada per a ser tramitat com a projecte de llei, establint que es considera arrendament d'habitatge permanent el destinat a la satisfacció de la necessitat d'habitatge, amb independència de la seva durada. No tindran aquesta consideració els habitatges destinats a la satisfacció d'usos recreatius, turisme o per temporada de vacances, sigui aquesta d'estiu o qualsevol altra, que en tot cas s'ha de fer constar en el contracte.